# Девушки в ночи
«Девушки в ночи» (англ. Girls in the Night) — нуаровая социальная мелодрама режиссёра Джека Арнольда, которая вышла на экраны в 1953 году.
Фильм рассказывает о семье Хейнсов, которые пытаются перебраться из нищеты и трущоб нью-йоркского Ист-Сайда в более престижный городской район. Чак Хейнс (Харви Лембек), молодой сын семейства, крадёт деньги из жилища местного слепого попрошайки. Когда на следующее утро выясняется, что попрошайка был убит, подозрение падает на Чака, и лишь с помощью сестры Ханны (Патриция Харди) и пары друзей ему удаётся найти и обезвредить истинного убийцу, которым оказывается местный бандит Ирв Келленер (Дон Гордон).
Несмотря на своё интригующее название, фильм получил сдержанные оценки критики и как социальная драма, и как криминальная история.
Это первый из двух фильмов, в котором звезда 1930-х годов Гленда Фаррелл играет вместе со своим сыном Томми Фарреллом.

## Сюжет
В нью-йоркском Ист-Сайде молодая красивая девушка Ханна Хейнс (Патриция Харди) выигрывает конкурс красоты «Мисс Третья авеню», за что в качестве приза получает дорогой женский костюм, который предоставил спонсор конкурса, местный магазин мод. Когда Ханна приходит домой, её мать Элис Хейнс (Гленда Фаррелл), увидев на ней новый костюм, поначалу отчитывает дочь за то, что та так бездумно тратит деньги. Однако узнав, что Ханна получила костюм за победу на конкурсе красоты, просит у дочери прощения и искренне радуется за неё. После этого Ханна в присутствии своего старшего брата Чака (Харви Лембек) и младшей сестры Хильды (Сьюзен Один) гневно заявляет, что ненавидит их нищий район и при первой возможности попытается уехать отсюда, чтобы чего-то добиться в жизни. Тем временем глава семейства Чарли Хейнс (Энтони Росс) в соседнем баре празднует своё предстоящее повышение на работе, благодаря которому семья сможет переехать в более престижный квартал на Лонг-Айленд. Когда Чак выходит из бара, его сбивает проезжающая мимо машина, и в результате он со сломанной ногой вынужден сидеть несколько недель дома, рискуя потерять работу. Вскоре во время семейного ужина Чак сообщает, что уволился с работы, так как не хочет всю жизнь гладить бельё. Это приводит Элис в ярость, так как она опасается, что без денег, которые приносил Чак, семья не сможет сводить концы с концами. Она злобно заявляет, что Чак станет преступником и вообще «ни на что не годен». Разозлённый Чак выходит из дома на улицу, где его догоняет Ханна, которая уговаривает брата попросить у матери прощения. Он возвращается домой и быстро примиряется с матерью, после чего заявляет, что завтра пойдёт устраиваться на работу в печатную мастерскую, где выше зарплаты и лучше защищены права рабочих. После этого вся семья шутливо обсуждает, какой подарок подарить Элис на день рождения, и она просит купить ей изящный домашний халат.
Ханна и Чак отправляются на улицу, где она говорит брату, что её парень и друг Чака Джо Спёрджон (Леонард Фриман) стал относиться к ней как к своей собственности, и потому она решила уйти от него к Ирву Келленеру (Дон Гордон). Хотя Чак предупреждает Ханну, что Ирв — бандит, который плохо кончит, это не останавливает Ханну. На глазах у Джо она подходит к машине Ирва и заговаривает с ним. Ирв выходит из машины, и решив, что Ханна стала его девушкой, сразу же пытается её поцеловать, однако она отталкивает его. В этот момент подбегает Джо, и между парнями начинается драка, собирающая толпу на улице. Ирв достаёт нож и угрожает им Джо, однако в этот момент слышится полицейский свисток и к месту драки приближается местный участковый Ковач (Эмиль Мейер). Чтобы отвести беду от Ирва, влюблённая в него девушка по имени Вера Шрёдер (Жаклин Грин) незаметно забирает у него нож и растворяется в толпе. Некоторое время спустя Джо выражает Ханне недовольство её поведением, однако затем читает ей свои стихи и объясняется в любви. Ханна отвечает, что также любит его, но не хочет выходить замуж за местного парня. Она говорит, что ненавидит трущобы, и если не уедет отсюда сейчас, то рискует остаться в этом районе навсегда в качестве жены, матери и «рабочей лошади». Джо признаёт, что тоже хочет уехать из этого района, и клянётся заработать денег, чтобы увезти её отсюда. На прощание они целуются. Тем же вечером на молодёжной вечеринке в клубе они встречаются с Чаком и его подругой Джорджией Кордэй (Джойс Холден). Джорджия исполняет возбуждающий сольный танец под ритм ударника, собирая в качестве своего гонорара мелочь, которую бросают зрители. После этого все четверо направляются в соседнее кафе, где пересчитывают собранные деньги. Вера рассчитывает присоединиться к ним и подходит к их столику, однако Чак прогоняет её, обозвав «уродкой». Вера уходит и садится за соседний стол, подслушивая, как Чак и Джо обсуждают, что в лачуге у Слепого Минозы (Пол Е. Бёрнс), который получил такое прозвище, потому что попрошайничает под видом слепого, припрятана «куча денег», которые можно было бы украсть. Этот разговор вызывает возмущение у Ханны, которая заявляет, что если ещё раз услышит об этом, то всё расскажет маме или копам. Когда никто не слышит, Джо сообщает Чаку место под половицей, где Миноза прячет деньги.
Вера убегает к Ирву, рассказывая ему, что Ханна не любит его и использует только для того, чтобы заставить Джо ревновать. Однако Ирва это не интересует, и он уже собирается прогнать Веру, когда она говорит, что может дать ему наводку на тайник, в котором хранятся тысячи долларов, что позволит им выбраться из этого района. Эта информация возбуждает Ирва, и он вместе с Верой направляется к Минозе. Когда они открывают дверь в его лачугу и начинают её обыскивать, неожиданно из темноты выходит Миноза, и Ирв сразу же стреляет в него, убивая на месте. После случившегося Ирв не может прийти в себя, однако хладнокровная Вера отбирает у него пистолет, после чего придумывает для них алиби. Затем, оставшись одна, она закапывает на пустыре орудие убийства. После расставания с Ханной и Джо, Чак уговаривает Джорджию всё-таки ограбить Минозу. Услышав их разговор, Вера направляется вслед за ними, где видит, как Чак в темноте находит и забирает деньги, не заметив убитого Минозу. Позднее на крыше дома Чак и Джорджия, пригласив Ханну и Джо, пересчитывают украденные деньги, рассчитывая, что их будет достаточно, чтобы им всем уехать из этого района. Всего насчитывая 616 долларов, которые Чак предлагает поделить на четыре равные части. Однако Ханна категорически заявляет Джо, что если он рассчитывает на ней жениться, то не возьмёт из этих денег ни единого цента. Ханна настаивает на том, чтобы вернуть деньги на место, однако Чак отказывается.
На следующее утро новость об убийстве Минозы быстро распространяется по кварталу, доходя и до Хейнсов. Известно, что убийство произошло вчера в 10.30 двумя выстрелами из пистолета 32-го калибра. Ханна срочно будит Чака, который клянётся ей, что не убивал Минозу и даже его не видел, и она верит брату. Чак говорит, что им надо придерживаться версии, что весь вечер они были вместе вчетвером, после чего отправляется устраиваться на новую работу. Тем временем отца семейства навещает его босс, мистер Макгинти (Чарльз Кейн), который сообщает, что новая должность всё ещё ожидает его и кроме того, в рамках урегулирования трудового спора в ближайшее время ему будет выплачено 2750 долларов, что позволит Хейнсам внести предоплату за дом на Лонг-Айленде. Тем временем Вера сообщает Ирву, что она может его спасти, если даст показания, что весь вечер они были вместе. При этом поскольку она была свидетельницей убийства и спрятала пистолет в только одной ей известном месте, Ирв от неё теперь никуда не денется.
Позднее Ханна с Джо и Чак с Джорджией играют в карты на крыше дома, договариваясь подтвердить алиби друг друга, что были весь вечер вчетвером. В этот момент на крышу поднимается лейтенант Майерс (Ален Декстер), который ведёт расследование убийства. Он допрашивает Чака и Джорджию, которых вчера видели в кафе за пересчётом денег, предполагая, что это были деньги Минозы. Первоначально испугавшись, ребята затем понимают в чём дело и со смехом отвечают, что это были деньги, которые Джорджия заработала танцами. Сразу после ухода Майера на крыше появляется Вера, которая заявляет, что видела, как Чак и Джорджия убили и обокрали Минозу, и, угрожая всей компании электрическим стулом, требует с них половину денег за своё молчание. Когда Чак говорит, что готов отдать ей 300 долларов, она говорит, что этого мало, и требует выплатить ей 2000 долларов в течение 24 часов. После её ухода Ханна советует Чаку обо всём рассказать полиции. Однако он догадываются, что раз убийца был в лачуге примерно за две минуты до него, то Вера наверняка видела настоящего убийцу. Кроме того, известно, что у Ирва есть пистолет 32-го калибра, соответственно, скорее всего он и есть убийца. А Вера не только покрывает Ирва, но ещё и хочет на этом деле нажиться.
Тогда Ханна берёт на себя смелость разобраться с Ирвом, зная о его особом отношении к ней. Некоторое время спустя она подходит на улице к Ирву, откровенно заигрывая с ним, и он приглашает её сесть в свою машину и целует. Это видит ревнивая Вера, которая угрожает Ирву сдать его «за прошлую ночь», после чего набрасывается на Ханну, и между двумя девушками начинается драка. Ирв разнимает их, оставаясь с Ханной, которой обещает разобраться с Верой. Пока Ханна отпрашивается у Ирва домой, чтобы привезти себя в порядок, Вера успевает позвонить в полицию. Ирв в свою очередь направляется к Вере, делая вид, что просит у ней прощения и клянётся ей в своей верности, после чего она прячет его на пустующем складе. Ханна возвращается к Джо. Тем временем дома Хильда слышит, что сержант Майерс разыскивает Чака, после чего находит всех четверых вместе и предупреждает их о полиции. Отправив Хильду домой, четвёрка разыскивает Ирва по всему кварталу, случайно наталкиваясь на человека на улице, который слышал, как Вера и Ирв собирались спрятаться на пустующем складе. Ханна, Джо, Чак и Джорджия немедленно отправляются на склад, прибывая как раз в тот момент, когда Ирв объясняется с Верой. Она клянётся ему в любви, одновременно с помощью шантажа требуя от него взаимности. Однако Ирв отвечает, что не сможет всю жизнь прожить в постоянной зависимости от неё и вообще ненавидит её, и потому ему лучше убить её, так как она единственная, кто может сдать его полиции. Увидев ребят, Ирв толкает Веру и убегает. Пока Ханна и Джорджия утешают её, Джо и Чак преследуют Ирва по улицам города и по промышленной зоне. К этому времени на место пребывает полиция, проводя оцепление всего квартала. Ирву удаётся ударить Джо, в результате чего тот теряет сознание, однако Чак продолжает преследовать преступника. Наконец, он загоняет Ирва на крышу, где начинается драка, в результате которой Ирв падает вниз на электрические провода и погибает.
Некоторое время спустя судья приговаривает Чака за кражу к тюремному заключению сроком на один год, однако в связи с отсутствием у него криминального прошлого и хорошими рекомендациями, а также его помощью в поимке преступника судья принимает решение назначить ему условный срок и передать на поруки семье. Хейнсы вскоре переезжают в новый дом на Лонг-Айленд. Прощаясь, Джорджия целует Чака, а Ханна — Джо, и обе пары клянутся сохранить свою любовь.

## В ролях
- Харви Лембек — Чак Хейнс
- Джойс Холден — Джорджия Кодрэй
- Гленда Фаррелл — Элис Хейнс
- Леонард Фриман — Джо Спёрджон
- Патриция Харди — Ханна Хейнс
- Жаклин Грин — Вера Шрёдер
- Дон Гордон — Ирв Келленер
- Энтони Росс — Чарли Хейнс
- Эмиль Мейер — офицер полиции Ковач
- Сьюзен Один — Хильда Хейнс
- Томми Фаррелл — Фрэнки
- Пол Е. Бёрнс — «Слепой» Фред Миноза
- Джон Элдридж — судья
- Алан Декстер — лейтенант полиции Мейерс
- Чарльз Кейн — Макгинти
- Хейни Конклин — продавец лотка овощи-фрукты (в титрах не указан)

## Создатели фильма и исполнители главных ролей
Режиссёр фильма Джек Арнольд более всего известен своими фантастическими фильмами 1950-х годов, такими как «Оно пришло из далёкого космоса» (1953), «Тварь из Чёрной Лагуны» (1954), «Тарантул» (1955) и «Невероятно худеющий человек» (1957). Он также поставил фильмы нуар «Стеклянная паутина» (1953) и «Разорванное платье» (1957).
Харви Лембек зарекомендовал себя как комедийный актёр благодаря таким фильмам, как «Лагерь для военнопленных № 17» (1953), «Любовь с подходящим незнакомцем» (1963) и «Пляжные игры» (1965), а также сериалам «Шоу Фила Силверса» (1955—1959) и «Энсин О’Тул» (1962—1963).
Джойс Холден в 1950-е годы сыграла в комедиях «Молочник» (1950) и «Так и не скажешь» (1951), триллере «Убийство без слёз» (1953), а также в фантастических фильмах «Оборотень» (1956) и «Ужас из 5000-го года» (1958).
Гленда Фаррелл прославилась как звезда таких мелодрам 1930-х годов, как «Маленький Цезарь» (1931), «Я — беглый каторжник» (1932), «Тайна музея восковых фигур» (1933), «Леди на один день» (1933), «Золотоискатели 1935-го года» (1935) и многих других.
Актёр Томми Фаррелл, который сыграл Фрэнки, был сыном актрисы Гленды Фаррелл. Это был первый фильм, в котором они сыграли вместе. Вторым был фильм студии Metro-Goldwyn-Mayer «Целующиеся кузены» (1964).
В этом фильме свои дебютные роли сыграли актрисы Патриция Харди и Жаклин Грин.

## История создания фильма
Рабочее название этого фильма — «Ночные цветы» (англ. Night Flowers).
В заключении фильма закадровый рассказчик представляет молодых актёров — Патрицию Харди, Харви Лембека, Джойс Холден, Гленна Робертса, Жаклин Грин и Дона Гордона, которого рассказчик называет «на самом деле очень хорошим парнем».
Фильм снимался главным образом в нью-йоркском Ист-Сайде и в Бруклине.

## Оценка фильма критикой

### Общая оценка фильма
Как написал после выхода картины кинообозреватель «Нью-Йорк таймс» А. Х. Вейлер, «руководство студии Universal-International отправило актёров и творческую группу в нижний Ист-Сайд Нью-Йорка, чтобы придать этому фильму аутентичность». Однако «если судить по результату, поездка была не так уж и нужна». Зрителю показывают лишь «несколько видов замусоренных, кишащих людьми трущоб, которые служат живописными и наглядными иллюстрациями того, что это место бедности, преступности и правонарушений». При этом «история фильма столь же тусклая и скрипучая, как и показанные в нём жилища». И всё потому, что «сценарий лишь только касается мучительной драмы бедственного положения обездоленных, следуя далее — при этом не порождая особых эмоций — заезженным мелодраматическим путём». Как полагает Вейлер, «по сути получается дешёвое, неинтересное приключение с редкими проблесками реализма и возбуждения в кульминационной погоне вдоль захламленной набережной и через старый склад». В итоге, «несмотря на своё название с намёком», получается «избитая и бесцветная уличная картина».
Современный киновед Хэл Эриксон написал, что «темой этого фильма категории В с вводящим в заблуждение названием является подростковая преступность», а Леонард Молтин назвал фильм «лаконичным рассказом о молодых людях, которые хотят улучшить свои жизни, омрачённые проживанием в многоквартирном нью-йоркском доме».

### Оценка актёрской игры
По мнению Вейлера, «Харви Лембек довольно убедителен в роли Чака, которого втягивают в преступление, и который затем искупает свою вину», а «Джойс Холден отважна и потрясающа в роли его остроумной подружки. Патриция Харди красива в роли местной девушки и победительницы конкурса красоты, но вряд ли завоюет призы как актриса», а «Джо Спёрджон привлекателен в роли её безденежного ухажёра». Как далее отмечает критик, «краткие образы, которые создают Энтони Росс и Гленда Фаррелл в ролях родителей, стандартны, а Жаклин Грин и Дон Гордон выжимают максимум из своих ролей отвратительных негодяев в фильме». По мнению Хэла Эриксона, «лучшую игру в фильме выдаёт Гленда Фаррелл в роли измученной заботами матери».